# テリー・ヨラス
テレンス・チャールズ・"テリー"・ヨラス（Terence Charles "Terry" Yorath, 1950年3月27日 -）は、ウェールズ・カーディフ出身の元サッカー選手。サッカー指導者。ポジションはミッドフィールダー。

## 経歴
リーズ・ユナイテッドFCのユース出身。1967年にプロ契約を結ぶ。1972-73シーズンからトップチームに定着。ドン・レヴィー監督の下で、チームのFAカップ、UEFAカップウィナーズカップ決勝進出に貢献。しかしいずれも準優勝に終わった。翌1973-74シーズンにはリーグ優勝に貢献。その翌1974-75シーズンにはUEFAチャンピオンズカップ決勝進出に貢献。同カップの決勝に初めて出場したウェールズ人選手となった。試合はFCバイエルン・ミュンヘンに2-0で敗れ、欧州の頂点には立てなかった。
1976年にコヴェントリー・シティFCに移籍。移籍金は12万5千ポンド。コヴェントリーではキャプテンを務め、1977-78シーズンにはチームの7位進出に貢献した。
1979年にトッテナム・ホットスパーFCに移籍。リーグ戦46試合に出場した。
ウェールズ代表には59試合に出場。うち42試合でキャプテンを務めた。
1982年にブラッドフォード・シティAFCに選手兼任アシスタントコーチとして加入。1985年にブラッドフォード・サッカー場火災で被災を経験した。1986年より選手兼任監督に就任したスウォンジー・シティAFCでは選手引退後の1987-88シーズンにチームを4部から3部へと昇格させた。
1989年からはウェールズ代表監督に就任。その傍らスウォンジー、ブラッドフォードの監督も兼任で務めた。1991年、代表監督に専念するためにスウォンジーの監督を辞任した。1993年8月にウェールズ代表はFIFAランキングで27位となり、当時の代表の最高位を更新した。
1994年にカーディフ・シティFCのGMに就任したのち、監督のエディ・メイ解任に伴い、監督に就任した。が成績は上向かず、1995年3月に解任された。
1995年から1997年までレバノン代表を指揮。その後、ハダースフィールド・タウンFCとブラッドフォード・シティでコーチを務めたのち、シェフィールド・ウェンズデイFCでアシスタントコーチに就任。監督のポール・ジュエル解任後は監督に就任した。

## タイトル
リーズ
- リーグ:1968-69,1973-74
- FAカップ:1971-72
- リーグカップ:1967-68

トッテナム
- FAカップ:1980-81